# 他拉红泡
他拉红泡是一个位于中国吉林省大安县的湖泊，面积约为8.4平方千米，平均水深约为2米。